# Juan José Arcos
Juan José Arcos Srdanovic  (Porvenir, 14 de julio de 1971) es un abogado y político chileno de ascendencia croata. El 26 de enero de 1996 se tituló como abogado de la Pontificia Universidad Católica de Chile.

## Carrera política
En 2012 asume como concejal de la comuna de Punta Arenas y en febrero de 2014 anuncia la reconstitución del Partido Regionalista de Magallanes, mismo partido del cual sería electo Presidente el 1 de octubre de 2016. En septiembre de 2016 oficia como alcalde subrogante de Punta Arenas mientras el titular, Emilio Boccazzi, se encontraba en campaña.
En 2017 fue candidato a diputado por el Partido Regionalista Independiente, donde obtiene un 7,4 % de los votos, sin lograr ser electo. El 11 de marzo de 2018 asume el cargo de Gobernador Provincial de Chile en la Provincia Antártica Chilena, siendo uno de los dos miembros del PRI en asumir gobernaciones. El 19 de febrero de 2019 renunció a su cargo, siendo reemplazado por Nelson Cárcamo.

## Controversias
En el estallido social de 2019, Juan José Arcos junto a su esposa realizaron una retención ciudadana de un menor de edad junto a su esposa, quienes provistos de un arma persiguieron y amenazaron al joven hasta la llegada de carabineros.

## Historial electoral

### Elecciones municipales de 2012
- Elecciones municipales de 2012, para el concejo municipal de Punta Arenas[10]

| Candidato                       | Pacto                          | Partido | Votos | %    | Resultado |
| ------------------------------- | ------------------------------ | ------- | ----- | ---- | --------- |
| Claudia Barrientos Sánchez      | Por un Chile justo             | PPD     | 2781  | 8,62 | Concejal  |
| Juan José Arcos Srdanovic       | Regionalistas e Independientes | PRI     | 2719  | 8,43 | Concejal  |
| Vicente Karelovic Vrandecic     | Coalición por el Cambio        | Ind     | 2314  | 7,18 | Concejal  |
| José Armando Aguilante Mansilla | Concertación Democrática       | DC      | 1676  | 5,20 | Concejal  |
| Dalivor Eterovic Díaz           | Por un Chile justo             | PCCh    | 1630  | 5,05 |           |
| Mario René Pascual Prado        | Concertación Democrática       | PS      | 1463  | 4,54 | Concejal  |
| Julián Mancilla Pérez           | Regionalistas e Independientes | PRI     | 1452  | 4,50 | Concejal  |
| Nicolás Gálvez López            | Concertación Democrática       | DC      | 1369  | 4,24 |           |
| Andro Mimica Guerrero           | Por un Chile justo             | PPD     | 1178  | 3,65 | Concejal  |
| Antonio Bradasic Sillard        | Concertación Democrática       | PS      | 1162  | 3,60 |           |
| Miguel Ángel Vidal Miranda      | Concertación Democrática       | DC      | 1096  | 3,40 |           |
| Eduardo Menéndez Glasinovic     | Regionalistas e Independientes | Ind     | 1045  | 3,24 |           |
| Rosa Zúñiga Ruiz                | Regionalistas e Independientes | PRI     | 717   | 2,22 |           |
| Marcelino Aguayo Concha         | Por un Chile justo             | PPD     | 714   | 2,21 |           |
| Miguel Ángel Alvarado Chacón    | Por un Chile justo             | PR      | 634   | 1,97 |           |
| David Natanael Romo Garrido     | Coalición por el Cambio        | Ind     | 626   | 1,94 | Concejal  |

### Elecciones parlamentarias de 2017
- Elecciones parlamentarias de 2017 a diputados por el distrito 28 (Cabo de Hornos y Antártica, Laguna Blanca, Natales, Porvenir, Primavera, Punta Arenas, Río Verde, San Gregorio, Timaukel y Torres del Paine)[11]

| Candidato                 | Pacto                   | Partido  | Votos  | %    | Resultados |
| ------------------------- | ----------------------- | -------- | ------ | ---- | ---------- |
| Gabriel Boric Font        | Frente Amplio           | IND-PH   | 18 626 | 32,8 | Diputado   |
| Sandra Amar Mancilla      | Chile Vamos             | IND-UDI  | 6846   | 12,1 | Diputada   |
| Nicolás Cogler Galindo    | Chile Vamos             | RN       | 4815   | 8,5  |            |
| Juan José Arcos Srdanovic | Chile Vamos             | PRI      | 4220   | 7,4  |            |
| Karim Bianchi Retamales   | La Fuerza de la Mayoría | IND-PRSD | 4190   | 7,4  | Diputado   |
| Vladimiro Mimica Cárcamo  | La Fuerza de la Mayoría | IND-PS   | 3807   | 6,7  |            |

### Elecciones parlamentarias de 2021
- Elecciones parlamentarias de 2021 para senador por la 15° Circunscripción, Región de Magallanes.[12]

| Candidato                    | Pacto                          | Partido | Votos  | %     | Resultado |
| ---------------------------- | ------------------------------ | ------- | ------ | ----- | --------- |
| Karim Bianchi Retamales      | Independiente (Fuera de pacto) | IND     | 31 144 | 47.96 | Senador   |
| Alejandro Kusanovic Glusevic | Chile Podemos Más              | IND-RN  | 9282   | 14.27 | Senador   |
| Luz Bermúdez Sandoval        | Apruebo Dignidad               | CS      | 5826   | 8.97  |           |
| Juan José Arcos Srdanovic    | Chile Podemos Más              | PRI     | 5298   | 8.16  |           |
| Sandra Amar Mancilla         | Chile Podemos Más              | IND-UDI | 4057   | 6.25  |           |
| Julio Contreras Muñoz        | Apruebo Dignidad               | IND-CS  | 2296   | 3.54  |           |